# Welterbe in Nicaragua

Zum Welterbe in Nicaragua gehören (Stand 2016) zwei UNESCO-Welterbestätten, beides Stätten des Weltkulturerbes. Nicaragua ist der Welterbekonvention 1979 beigetreten, die erste Welterbestätte wurde 2000 in die Welterbeliste aufgenommen. Die bislang letzte Welterbestätte in Nicaragua wurde 2011 eingetragen.

## Welterbestätten
Die folgende Tabelle listet die UNESCO-Welterbestätten in Nicaragua in chronologischer Reihenfolge nach dem Jahr ihrer Aufnahme in die Welterbeliste (K – Kulturerbe, N – Naturerbe, K/N – gemischt, (G) – auf der Liste des gefährdeten Welterbes).
| Bild             | Bezeichnung                  | Jahr | Typ | Ref. | Beschreibung |
| ---------------- | ---------------------------- | ---- | --- | ---- | --- |
| (weitere Bilder) | Ruinen von León Viejo (Lage) | 2000 | K   | 613  | Die Ruinenstadt von León Viejo vermittelt einen authentischen Eindruck einer frühen spanischen Kolonialsiedlung in Mittelamerika. |
| (weitere Bilder) | Kathedrale von León (Lage)   | 2011 | K   | 1236 | |

## Tentativliste
In der Tentativliste sind die Stätten eingetragen, die für eine Nominierung zur Aufnahme in die Welterbeliste vorgesehen sind. Derzeit (2016) sind fünf Stätten in der Tentativliste von Nicaragua eingetragen, die letzte Eintragung erfolgte 2003. Die folgende Tabelle listet die Stätten in chronologischer Reihenfolge nach dem Jahr ihrer Aufnahme in die Tentativliste.
| Bild                                           | Bezeichnung                                           | Jahr | Typ | Ref. | Beschreibung                                         |
| ---------------------------------------------- | ----------------------------------------------------- | ---- | --- | ---- | ---------------------------------------------------- |
| Festung der Unbefleckten Empfängnis            | Festung der Unbefleckten Empfängnis                   | 1995 | K/N | 484  |                                                      |
| BW                                             | Naturreservat der Cayos Miskitos (Lage)               | 1995 | N   | 485  | Naturreservat auf der Inselgruppe der Cayos Miskitos |
| Biosphärenreservat Bosawás                     | Biosphärenreservat Bosawás                            | 1995 | N   | 486  |                                                      |
| Nationalpark Vulkan Masaya                     | Nationalpark Vulkan Masaya (Lage)                     | 1995 | N   | 487  |                                                      |
| Die Stadt Granada und ihre natürliche Umgebung | Die Stadt Granada und ihre natürliche Umgebung (Lage) | 2003 | K/N | 1819 |                                                      |